# Жураковский, Василий Яковлевич
Василий Яковлевич Жураковский (укр. Василь Якович Жураківський ; (? — 1730, Москва) — украинский военный деятель, генеральный есаул, член первой Малороссийской коллегии, назначенной русским правительством.

## Биография
Из украинской шляхты герба Сас, впоследствии дворянского рода на Украине. Представитель казацкого старшинского рода Жураковских. Его отец Яков Жураковский был нежинским полковником Войска Запорожского (1678—1685). Брат Лукьяна Жураковского,  наказного нежинского полковника (1701—1718).
В 1686 и 1695 годах — Ямпольский сотник, в 1701 — Глуховский городовой атаман, военный товарищ в 1704 году.
При гетмане Иване Скоропадском входил в состав Генеральной старши́ны — был генеральным есаулом (1710—1724), членом назначенной русским правительством первой Малороссийской коллегии (1723—1724), одним из руководителей Генеральной военной канцелярии.
Сторонник и последователь следующего гетмана Павла Полуботка, совместно с которым отстаивал государственные права Украины. Именно как сторонник П. Полуботка, он вместе с гетманом Даниилом Апостолом, генеральным бунчужным Я. Лизогубом и другими казацкими старшинами был арестован русскими властями в январе 1724 года и заключëн в санкт-петербургскую Петропавловскую крепость.
Известно, что через некоторое время В. Жураковский был освобождëн из заключения, но ему не позволили вернуться на Украину, с 1725 года он жил под надзором полиции в Санкт-Петербурге, с 1727 года — в Москве.
В 1728 году, за два года до смерти, запрет был снят, однако Василий Жураковский остался в России.
Василий Яковлевич Жураковский умер в 1730 году в городе Москве.